# 霍华德 (南达科他州)
霍华德（英語：Howard），是美国南达科他州下属的一座城市。根据2010年美国人口普查，该市有人口846人。论人口在本州排行第73。